# Novomoskovskij rajon (Oblast' di Tula)
Il Novomoskovskij rajon (in russo Новомосковский район?) è un rajon dell'Oblast' di Tula, nella Russia europea, il cui capoluogo è Novomoskovsk. Istituito nel 1930 e trasformato in distretto urbano nel 2008, ricopre una superficie di 888 chilometri quadrati.